# Federigo Wilson
Federigo Wilson (Kingston upon Hull, 1828 – 1908) è stato un artista inglese.

## Federico Wilson
Federico nacque a Hull, nella contea di York, in Inghilterra nel 1828. Il padre Thomas aveva costituito un'importante attività di spedizione, la Wilson shipping line Company. All'epoca Kingston upun Hull era un importante porto e città commerciale e a fine secolo la compagnia fondata da Thomas divenne tanto florida che al maggiore dei figli Charles fu dato il titolo di baronetto.

Thomas aveva sposato Susanna West nel 1814 e dal matrimonio erano nati quindici figli. Fredrick era il decimo bambino. Mentre i fratelli si dedicarono all'attività imprenditoriale fondata dal padre Fredrick si dimostrò diverso fin da bambino e senza nessuna attitudine per il commercio e ben presto lasciò l'Inghilterra con il sogno di divenire un artista. Come molti inglesi della sua epoca elesse l'Italia e Firenze a sua nuova patria.

Poco sappiamo per ora dei primi anni fiorentini di Wilson, partecipò all'Esposizione del Circolo degli Artisti di Firenze nel 1860. Con i lavori per Firenze capitale a Fredrick fu espropriata la propria residenza in corso Tintori  e decise così di costruirsi su suo disegno una dimora nella novella piazza d'Azeglio, l'odierno palazzo Wilson Gattai, dove affidò il decoro del soffitto della sala principale ad Annibale Gatti, considerato all'epoca il pittore più rinomato della città. L'artista forlivese nel 1872 vi realizzò a buon fresco un affresco grandioso rappresentante "il Trionfo dell'Amore".

Nel 1887 Wilson poté riavere dalla Municipalità l'originario palazzo in Corso Tintori, e forse anche a causa della costruzione della Sinagoga, alienò il palazzo di piazza d'Azeglio.

Sposò allora una giovane italiana Maria Musetti di quasi quarant'anni più giovane di lui. Nonostante la differenza d'età fu un matrimonio felice. Alla sua morte nel 1908 la moglie gli eresse un monumento sepolcrale al cimitero degli Allori a Firenze. Lo scultore Antonio Natali scolpì i ritratti dei coniugi a mezzobusto: Fredrick con pennello e tavolozza a ricordo della sua passione di artista.
- A. Gatti, "Note Autobiografiche" in "Mostra di retrospettiva di Annibale Gatti", Firenze 1928
- C. Zappia, "Annibale Gatti" in "Raffaello: elementi di un mito", Firenze 1984
- C. Zappia, "Annibale Gatti pittore di Firenze Capitale, Firenze 1985
- F. Carrara, V. Orgera, U. Tramonti, "Firenze, Piazza d'Azeglio alla Mattonaia", Firenze 2003.